# Hapalogymnes gymnes
Hapalogymnes gymnes är en bönsyrseart som beskrevs av Rehn 1927. Hapalogymnes gymnes ingår i släktet Hapalogymnes och familjen Iridopterygidae. Inga underarter finns listade i Catalogue of Life.